# Aambaliyasan
Aambaliyasan is een census town in het district Mehsana van de Indiase staat Gujarat. 

## Demografie
Volgens de Indiase volkstelling van 2001 wonen er 6736 mensen in Aambaliyasan, waarvan 54% mannelijk en 46% vrouwelijk is. De plaats heeft een alfabetiseringsgraad van 66%. 